# Phymatosorus novaezealandiae
Phymatosorus novaezealandiae är en stensöteväxtart som först beskrevs av Bak., och fick sitt nu gällande namn av Pichi-serm. Phymatosorus novaezealandiae ingår i släktet Phymatosorus och familjen Polypodiaceae. Inga underarter finns listade.